# Frank Noel Sibley
Frank Noel Sibley (* 28. Februar 1923 in London; † 18. Februar 1996 in Lancaster) war ein englischer Philosoph, der vor allem für seine Arbeiten im Bereich der Ästhetik Bekanntheit erlangte. Sibley gehört zu den wichtigsten Vertretern der sprachanalytischen Ästhetik, die er mit seiner Unterscheidung zwischen ästhetischen und nicht-ästhetischen Begriffen nachhaltig prägte. Er hinterließ zwar kein größeres Werk über Ästhetik, vor allem seine beiden Aufsätze Aesthetic Concepts (1959 und 1962) und Aesthetic and Non-aesthetic (1965) sind aber für die modernen Debatten innerhalb der Ästhetik grundlegend und werden bis heute vielfältig und kontrovers diskutiert.
Sibley studierte unter anderem bei Gilbert Ryle und J.L. Austin Philosophie am University College in Oxford. Von 1949 bis 1964 lehrte er an verschiedenen Universitäten in den USA. Von 1964 bis zu seiner Emeritierung (1985) lehrte er an der Universität von Lancaster in Großbritannien.

## Ästhetik

### Ästhetische Begriffe
Mit seinem Aufsatz Aesthetic Concepts sorgte Sibley für eine Wende der philosophischen Ästhetik zur Sprachanalyse. Er versucht darin, die Frage nach dem spezifisch Ästhetischen durch eine Bedeutungsanalyse derjenigen Begriffe zu beantworten, mit denen wir Kunstwerken ästhetische Eigenschaften zuschreiben.
Sibley unterscheidet zwischen ästhetischen und nicht-ästhetischen Begriffen. Nicht-ästhetische Begriffe verwenden wir z. B. dann, wenn wir über ein Gemälde sagen, dass bei ihm blasse Farben verwendet wurden. Wenn wir dagegen von ihm sagen, dass es eine gewisse Heiterkeit und Ruhe ausstrahlt, so verwenden wir ästhetische Begriffe. Während wir, um nicht-ästhetische Begriffe korrekt zu verwenden, nur über ein normales Vermögen sinnlicher Wahrnehmung zu verfügen brauchen, benötigen wir für die richtige Verwendung ästhetischer Begriffe auch das Vermögen des Geschmacks.
Ästhetische Begriffe haben zwar für Sibley auch einen deskriptiven Gehalt und können daher von nicht-ästhetischen Begriffen bis zu einem gewissen Grad, aber niemals vollständig expliziert werden. So können wir z. B. bei Farben den ästhetischen Begriff „zart“ durch nicht-ästhetische Begriffe wie „pastellfarbig“ und „kontrastarm“ erklären, nicht aber den Unterschied zwischen den ästhetischen Begriff „zart“ und „fad“, weil beide Begriffe hinsichtlich ihres deskriptiven Gehalts sehr ähnlich sind.
Wir können nur negativ deskriptive Prädikate angeben, die mit bestimmten ästhetischen Eigenschaften unvereinbar sind (z. B. können pastellfarbige Bilder nicht die ästhetische Qualität „grell“ haben).

### Ästhetische Gegenstände
In Aesthetic and Non-aesthetic führt Sibley aus, dass die philosophische Ästhetik eine spezifische Art der Wahrnehmung zum Thema hat. Ihr Gegenstand sind keine physikalischen, sondern phänomenale Objekte. Die ästhetischen Eigenschaften eines Kunstwerks sind in Bezug auf dessen nicht-ästhetische Eigenschaften emergent; sie hängen ab von seinen nicht- ästhetischen Eigenschaften und werden durch diese bestimmt.

## Wichtige Aufsätze
- Seeking, scrutinizing and seeing. In: Mind 64 (1955), S. 455–478.
- Aesthetic Concepts. In: The Philosophical Review 68 (1959), S. 421–450 (dt. in: W. Henckmann (Hrsg.): Ästhetik, Darmstadt 1979, S. 230–265)
- Aesthetics and the Look of Things. In: Journal of Philosophy 56 (1959), S. 905–915
- Aesthetic Concepts (revidierte Fassung), in: J. Margolis (Hrsg.): Philosophy Looks at the Arts, New York 1962, S. 623–687 (dt. in: R. Bittner/P. Pfaff (Hrsg.): Das ästhetische Urteil. Beiträge zur sprachanalytischen Ästhetik, Köln (Kiepenheuer) 1977, S. 87–110)
- Aesthetic Concepts: A Rejoinder. In: The Philosophical Review 72 (1963), S. 79–83
- Aesthetic and Non-aesthetic In: The Philosophical Review 74 (1965), S. 135–159 (dt. in: R. Bittner/P. Pfaff (Hrsg.): Das ästhetische Urteil. Beiträge zur sprachanalytischen Ästhetik, Köln (Kiepenheuer) 1977, S. 134–155)
- About Taste. In: The British Journal of Aesthetics 6 (1966), S. 68–69
- Colours. In: Proceedings of the Aristotelian Society 42 (1967/68), S. 145–166
- Objectivity and Aesthetics. In: Proceedings of the Aristotelian Society 42 (Suppl.; 1968), S. 31–54.
- Ryle and Thinking. In: O. P. Wood/G. Pitcher (Hrsg.), Ryle: A Collection of Critical Essays, New York 1970, S. 75–104
- Particularity, Art and Evaluation. In: Proceedings of the Aristotelian Society 48 (Suppl.) (1974), S. 1–21
- General Criteria and Reasons in Aesthetics. In: J. Fisher (Hrsg.), Essays on Aesthetics. Perspectives on the work of Monroe C. Beardsley, Philadelphia 1983,8. 3–20
- Originality and Value. In: British Journal of Aesthetics 25 (1985), S. 169–184
- Making music our own. In: M. Krausz (Hrsg.), The Interpretation of Music, Oxford 1993, S. 165–176
- Approach to Aesthetics: Collected Papers on Philosophical Aesthetics, hrsg. von J. Benson et al., Oxford 2001.